# Adib asz-Sziszakli
Adib asz-Sziszakli (ur. 1909, zm. 27 września 1964) – syryjski wojskowy, organizator zamachu stanu w grudniu 1949 w Republice Syryjskiej, sprawujący w kraju władzę dyktatorską do 1953.

## Życiorys
Pochodził z regionu Hamy, z rodziny sunnickiej. Karierę wojskową rozpoczął w sformowanych przez francuskie władze mandatowe Wojskach Specjalnych.
19 grudnia 1949, jako pułkownik, przejął władzę w Republice Syryjskiej drogą zamachu stanu. Był to trzeci zamach stanu w Syrii w r. 1949. 27 grudnia sformowany został rząd, na czele którego stanął Chalid al-Azm. Było to wyrazem początkowych dążeń asz-Sziszaklego, by porozumieć się ze starą syryjską elitą, złożoną z miejskich notabli z Aleppo i Damaszku, a nawet na odzyskanie przez nią wpływów, jakie straciła za sprawą wzrostu znaczenia armii. Prezydentem kraju został Haszim al-Atasi. Debatę polityczną w kraju w kolejnych kilku miesiącach zdominowała kwestia nowej konstytucji. W jej toku wyszły na jaw także inne różnice między działającymi jeszcze w kraju partiami, dotyczące socjalnej działalności państwa, systemu podatkowego oraz stosunku prawa świeckiego do prawodawstwa religijnego.
W 1951 asz-Sziszakli radykalnie zmienił kurs polityczny i rozpoczął sprawowanie władzy w sposób autorytarny, dążąc do całkowitej wymiany elit władzy i przeprowadzenia szeroko zakrojonych reform. W grudniu 1951 rozwiązał syryjski parlament, zaś w kwietniu roku następnego zdelegalizował partie polityczne. Celem dyktatora była centralizacja państwa i zniwelowanie różnic konfesyjnych i etnicznych. Asz-Sziszakli odebrał druzom i alawitom dotychczasową autonomię, podporządkowując ich ogólnemu systemowi prawnemu Syrii, jak również zlikwidował system konfesyjnej reprezentacji w organach władzy wprowadzony przez francuskie władze mandatowe. Według niektórych źródeł jego ostatecznym celem była budowa homogenicznego, arabskiego i muzułmańskiego (sunnickiego) państwa. W szczególności asz-Sziszakli opierał się w swoich rządach na wojskowych wywodzących się z tej samej prowincji, co on sam, umożliwiając im łatwy awans w hierarchii wojskowej. Odrębne wysiłki dyktatora dotyczyły zagospodarowania prowincji Al-Dżazira, gdzie wspierał rozwój rolnictwa i osadnictwo stanowiących dotąd mniejszość muzułmańskich Arabów.
Asz-Sziszakli, wbrew wiązanym z nim nadziejom i własnym pierwotnym projektom, nie przeprowadził natomiast reformy rolnej. Domagali się jej coraz lepiej zorganizowani syryjscy chłopi, którzy w 1951 i 1952 zorganizowali z inspiracji Partii Socjalistycznej wystąpienia antyfeudalne. Pod ich wpływem powstały stosowne akty prawne, lecz nigdy nie doszło do ich praktycznej realizacji. Już jednak sam fakt ich powstania zniechęcił zamożnych notabli miejskich, będących także właścicielami ziemskiego, do osoby asz-Sziszaklego. Starał się on uzyskać poparcie feudałów, nowelizując ustawy o reformie rolnej w taki sposób, by wprowadzić do nich na tyle wysokie limity posiadanej ziemi, że nie objęły one syryjskich majątków. Także pod wpływem notabli asz-Sziszakli skierował wojsko do pacyfikowania kolejnych wystąpień chłopskich. Mimo wszystko dyktator cieszył się pewnym poparciem jedynie w Damaszku, nie zbudował zaplecza w Aleppo, nie miał także pełnego oparcia w coraz bardziej skłóconej wewnętrznie armii.
W listopadzie 1951 asz-Sziszakli ponownie przeprowadził zamach stanu, aresztował prezydenta i rząd, mianował nową głową państwa gen. Fauziego as-Silu, swojego bliskiego współpracownika. Umacniając dyktaturę wojskową, osadzał oficerów na kluczowych stanowiskach państwowych. W kwietniu 1952 powstała monopartyjna, masowa organizacja o nazwie Arabski Ruch Wyzwolenia. Dążąc do ugruntowania swojej władzy, w lipcu 1953 asz-Sziszakli sam ogłosił się prezydentem i premierem Syrii na mocy znowelizowanej konstytucji. Referendum, które potwierdziło te decyzje, odbyło się z pogwałceniem demokratycznych procedur. Jego decyzja przyniosła skutki odwrotne od zamierzonych - przeciwko pułkownikowi wystąpiły wszystkie siły polityczne w kraju, które w listopadzie 1953 utworzyły Front Narodowego Sprzeciwu. Miesiąc wcześniej partie zbojkotowały wybory parlamentarne, w których wystartował jedynie prezydencki Arabski Ruch Wyzwolenia, zdobywając komplet mandatów. Fala protestów, które ogarnęły cały kraj, grożąc mu wojną wewnętrzną, a wreszcie bunt garnizonu w Aleppo, zmusiły asz-Sziszaklego do ucieczki z Syrii w grudniu 1953. Oznaczało to koniec dyktatury wojskowej w Syrii.
Obalony dyktator schronił się początkowo w Libanie, następnie uciekł do Arabii Saudyjskiej, gdy przeżył zamach zorganizowany na niego przez druzyjskiego polityka Kamala Dżumblatta. W czerwcu 1956 zgodził się, za namową rządu irackiego, wziąć udział w próbie nowego zamachu stanu w Syrii finansowanej przez Irak i kierowanej przez Syryjską Partię Socjal-Nacjonalistyczną na czele z Hasanem Dżadidem. Ostatecznie stwierdził, że plan zamachu ma niewielkie szanse powodzenia i wycofał się z udziału w przewrocie, który z tego powodu nie doszedł do skutku (spisek został wykryty, a asz-Sziszakli skazany na śmierć in absentia). Wyjechał do Europy, a stamtąd do Brazylii, gdzie w 1960 osiadł na stałe i gdzie w 1964 został zamordowany.